# Stenostephanus silvaticus
Stenostephanus silvaticus là một loài thực vật có hoa trong họ Ô rô. Loài này được (Nees) T.F. Daniel miêu tả khoa học đầu tiên năm 1995.